# Municipalità locale di Mogale City
Mogale City è una municipalità locale (in inglese Mogale City Local Municipality) appartenente alla municipalità distrettuale di West Rand della provincia del Gauteng in Sudafrica. La sede municipale è la città di Krugersdorp.
Il suo territorio si estende su una superficie di 1.342 km² ed è suddiviso in 34 circoscrizioni elettorali (wards). In base al censimento del 2011, la sua popolazione era di 362.422 abitanti. Nel 2011 ha assorbito la District Management Area con codice GTDMA48. 

## Geografia fisica

### Confini
La municipalità locale di Mogale City confina a nord e a ovest con quella di Rustenburg (Bojanala Platinum/Nordovest),a nord con quella di Madibeng (Bojanala Platinum/Nordovest) la a sud con quelle di Merafong City (Dr. Kenneth Kaunda/Nordovest) e Randfontein, a est con la Municipalità metropolitana di Tshwane e a est e sud con la Municipalità metropolitana di Johannesburg.

### Città e comuni
- Battery
- Elberta
- Hekpoort
- Kagiso
- Krugersdorp
- Luipaardsvlei
- Magaliesburg
- Mogale City
- Muldersdrift
- Munsieville
- Orient Hills
- Rietvallei
- Thorndale

### Fiumi
- Krokodil
- Magalies
- Mooirivierloop
- Rietspruit

### Dighe
- Lancaster Dam